# Долгановка
Долгановка — деревня в Тюкалинском районе Омской области. Входит в состав Валуевского сельского поселения.

## История
Основана в 1800 г. В 1928 году состояла из 135 хозяйств, основное население — русские. Центр Долгановского сельсовета Тюкалинского района Омского округа Сибирского края.

## Население
| 1926 | 2010 |
| ---- | ---- |
| 695  | ↘12  |